# إليف دينيز
إليف دينيز (بالتركية: Elif Deniz)‏ هي لاعبة كرة قدم تركية، ولدت في 25 مارس 1993 في Karadeniz Ereğli ‏ في تركيا. شاركت مع منتخب تركيا تحت 17 سنة للسيدات لكرة القدم ‏ ومنتخب تركيا لكرة القدم للسيدات. أما مع النوادي، فقد لعبت مع Kdz. Ereğli Belediye Spor ‏.

## وصلات خارجية
- إليف دينيز على موقع الاتحاد الأوربي (الإنجليزية)